# ムプマランガ・ブラック・エイシズFC
ムプマランガ・ブラック・エイシズ・フットボールクラブ（英語: Mpumalanga Black Aces Football Club）は、プレミアサッカーリーグに加盟していた南アフリカ共和国のサッカークラブである。ホームゲームは、ムプマランガ州で試合をすることが多いが、本拠地および練習地をヨハネスブルグにおいている。

## 沿革
1937年に酪農従事者たちによって設立され、2002年の国内1部リーグ・インランド・ストリームを14位で終了後、閉鎖された。クラブ存続中は、ウクムバ・ブラック・エイシズ、ウィットバンク・ブラック・エイシズおよびスーパー・カール・エイシズなどとも呼ばれていた。
現在のクラブは、2代目の組織になる。ポロクウェインに本拠を置くシティ・ピラーズからリーグ・ライセンスを買収し、チームがリンポポからウィットバンクに売却された2007年に、南アフリカプレミアリーグに加盟した。ライセンスは2006年に取得、チームは、2007/2008年シーズンから、ムプマランガ･ブラック・エイシズFCの名でリーグ戦に出場している。
2004年、二人の南アフリカ人ビジネスマン、ジョージ＆マリオ・モーフォー兄弟が、ボーダコム・リーグ所属のクラブチーム、デンジャラス・ダーキーズを買収したが、チームのムベラ・ゴールデンリーグへの昇格は成らなかった。このボーダコムリーグチームが、モーフォー兄弟による買収後、2007年にエイシズ･アカデミーとなり、2011年には更にアマザヨニFCと改名した。2014年7月から、日本の国際スポーツ振興協会が、スポンサーとなっている。
2016年、実業家のJohn Comitisがフランチャイズ権を購入。新たにケープタウン・シティFCを設立し、本拠地をケープタウンへと移動。本クラブの歴史に幕を閉じた。

## 過去の成績
- ボブ・セイブ・スーパー・ボウル優勝：1993年
- BPトップ・エイト･カップ優勝：1980年
- PSL昇格/降格プレーオフ優勝：2008/09、2012/2013

### クラブ記録
- 通算最多先発出場：パーシー・ンシュマロ 286
- 通算最多ゴール：パーシー・ンシュマロ 64
- 1シーズン最多先発出場：ジョセフ・シビヤ 41（1992年）
- 1シーズン最多ゴール：ヨハネス・シリ 19（1992年）
- 最多得点試合：6-0 対ロイヤル・タイガース（1994年9月20日 リーグ戦）
- 最多失点試合：1-7 対ヘレニック（1997年5月28日 リーグ戦）

### プレミアリーグ記録
- 2010-11：16位（降格）
- 2009-10：15位
- 1996-97：18位（降格）

## 歴代監督
- ジョニー・フェレイラ（英語版）（1993年-1995年）
- スティーブ・ハウプト（1997年-1999年）
- サミー・トロウトン（英語版）（2008年11月20日-2009年11月10日）
- アイキ・アジオマミティス（2009年11月11日-2010年9月21日）
- ニール・トベイ（英語版）（2010年9月30日-2010年12月23日）
- ポール・ドレザー（英語版）（2010年12月30日-2011年2月21日）
- マーク・ハリソン（英語版）（2011年2月23日-2011年6月27日）
- クライク・ロスリー（英語版） （2011年7月1日-2012年11月29日）
- ロドルフォ・サパタ（英語版）（2012年11月-2012年5月）
- ヤコブ・サカラ（英語版）（2012年6月-2013年6月）
- クライブ・バーカー（英語版）（2013年7月4日-2015年）
- ムフシン・エルトゥギュラル（英語版）（2015年6月-2016年）